# Cantabile
Cantabile es un término musical que en italiano significa literalmente 'cantable' o 'como una canción'. Tiene distintos significados de acuerdo al contexto. En la música instrumental, indica un particular estilo de tocar imitando la voz humana. Para los compositores del siglo XVIII, el término es usado a menudo como "cantando", e indica un tempo moderado y flexible, una ejecución legato. Para compositores posteriores, particularmente de música para piano, cantabile indica el énfasis de una línea musical en particular frente al acompañamiento (comparar con contrapunto).
En la ópera, cantabile es usado como nombre que alude a la primera mitad de un aria doble, seguido por una cabaletta. El movimiento cantabile sería más lento y de forma más libre en contraste con la estructurada y generalmente más rápida cabaletta.
Referido a la interpretación, indica que debe hacerse de forma melodiosa y sin cambios bruscos, legato, como quien canta dulcemente.
- Datos: Q913079